# Olivier Bloch
Pour les articles homonymes, voir Bloch.
Olivier Bloch, né à Paris le 1er mai 1930 et mort le 18 novembre 2021 à Orléans, est un philosophe français, professeur émérite d’histoire de la philosophie à l’université Paris 1 Panthéon-Sorbonne.

## Biographie
Né dans une famille d'avocats, Olivier Bloch a étudié à Paris aux lycées Carnot et Janson-de-Sailly. Élève d’hypokhâgne et de khâgne au lycée Louis-le-Grand (1947-1949) il intègre l’École normale supérieure (Paris, rue d'Ulm) de 1949 à 1954, année où il est reçu à l'Agrégation de philosophie. D'abord boursier de la Fondation Thiers, puis exerçant brièvement en hypokhâgne au lycée Louis-le-Grand, il obtint son Doctorat en 1970. Sa thèse, dirigée par Henri Gouhier, porte sur La Philosophie de Gassendi – Nominalisme, matérialisme et métaphysique.
Il enseigna comme assistant (1962-1967), puis maître-assistant (1967-1971), à l'Université de la Sorbonne et à l'université Paris 1 Panthéon-Sorbonne. Il fut ensuite nommé Professeur à l’université Paris 12-Val-de-Marne de Créteil, puis (1977) il exerça à l’université Paris 1 Panthéon-Sorbonne, où il fut promu professeur émérite (1995).
A l'université Paris 1 Panthéon-Sorbonne, au sein de l'UER de philosophie dont il fut directeur (1980-1983), Olivier Bloch a tôt créé et longtemps animé un Séminaire de recherche sur l'histoire du matérialisme ;  il fut aussi le premier directeur du Centre d'histoire des systèmes de pensée moderne (1983-1995).
Membre fondateur du Comité international d'initiative pour l’inventaire des manuscrits philosophiques clandestins des XVIIe et XVIIIe siècles, il fut le fondateur de la revue La Lettre clandestine, participant chaque année aux Journées d’études sur la littérature philosophique clandestine organisées à l'université Paris 12-Val-de-Marne.
Sous le cryptonyme Olivier Bardet, nom qu'il dut porter clandestinement sous le régime pétainiste de l'Occupation nazie, Olivier Bloch décida entre 1980 et 2019 de publier des écrits poétiques et essayistes où se révèlent sa manière matérialiste, son goût du tragi-comique et son talent pour la satire.
Olivier Bloch fut membre du Parti communiste français (PCF) de la Libération à 1981. Il quitta le parti à la suite de l'exclusion d'étienne Balibar (L'Humanité, 1er décembre 2021).

## Domaines de recherche
Ses recherches ont porté sur l’histoire de la philosophie (sur ses doctrines, courants et traditions matérialistes), les matérialismes dans l'Antiquité (aristotélisme, épicurisme et stoïcisme) et de l’âge classique (en France et en Grande-Bretagne comme Marx, Engels, et les traditions marxistes) et les traditions libertines et clandestines de l’âge classique.

## Publications
- Un bouquet de fleurs du mal. Anthologie de textes matérialistes d'Aristote à Marx, Pocket, 2019.
- Molière : comique et communication, Le Temps des cerises, 2009 [compte rendu en ligne].
- L'Idée de révolution : quelle place lui faire au XXIe siècle ?, sous la direction d'Olivier Bloch, Publications de la Sorbonne, 2009 [présentation en ligne].
- Lettres à Sophie - Lettres sur la Religion, Sur l’âme humaine, et Sur l’existence de Dieu, (éd. critique), Honoré Champion, 2004.
- Molière/Philosophie, Albin Michel, 2000 [compte dans les Annales].
- Matière à Histoires, Vrin, 1997.
- Le Matérialisme, PUF, "Que sais-je ?", 1995.
- Parité de la vie et de la mort – La Réponse du médecin Gaultier, Voltaire Foundation et Universitas, 1993.
- Spinoza au XVIIIe siècle, Les Méridiens-Klincksieck, 1990.
- Le Matérialisme du XVIIIe siècle et la littérature clandestine, Vrin, 1982.
- Images au XIXe siècle du matérialisme du XVIIIe siècle, Desclée, 1979.
- La Philosophie de Gassendi - Nominalisme, matérialisme et métaphysique, Nijhoff, 1971.